# Borrowed Sunshine
Borrowed Sunshine è un cortometraggio muto del 1916 diretto da Lawrence C. Windom che ha come protagonisti Marguerite Clayton, Mary McAllister e Richard Travers.

## Produzione
Il film fu prodotto dalla Essanay Film Manufacturing Company.

### Cast
- Mary McAllister (1909-1991): è il secondo film di Little Mary che, all'epoca, aveva sette anni.

## Distribuzione
Distribuito dalla General Film Company, il film - un cortometraggio in due bobine - uscì nelle sale cinematografiche statunitensi il 24 ottobre 1916.